# مارتن هارلينجهاوسن
مارتن هارلينجهاوسن (17 يناير 1902 - 22 مارس 1986) كان طيارًا عسكريًا ألمانيًا وجنرالًا. تخصص في عمليات الحظر البحري والعمليات المضادة للسفن الحربية. خلال الحرب العالمية الثانية، كان الداعية الرئيسي للحرب المضادة للسفن بتدمير 22 سفينة. 
ولد في عام 1902 انضم إلى الرايخ مارين. في عام 1931 انتقل من بحار إلى طيار. بعد تشكيل الرايخ الثالث في عام 1933، اضطر للانضمام إلى لوفتفافه. في عام 1936 تم اختياره لقيادة وحدة مناهضة للشحن في فيلق كوندور وخدم لاحقًا في الحرب الأهلية الإسبانية. طورت تكتيكات قتالية فعالة وزينت بشكل كبير من قبل إسبانيا الفرانكوية. تم تعيينه رئيسًا لأركان فليجاكوا إكس المضادة للشحن في عام 1939.
خلال الحرب العالمية الثانية، طار بمهام قتالية حتى عندما كان ضابط أركان. في 5 مايو 1940 حصل على وسام الفارس الصليبي الحديدي لقيادته وحدات مكافحة الشحن في الحملة النرويجية. في منتصف عام 1940، انتقل Fliegerkorps X إلى فرنسا المحتلة من قبل ألمانيا. دعمت القيادة كريغسمارينه في معركة المحيط الأطلسي ومعركة بريطانيا. في يناير 1941 حصل على أوراق البلوط لصليب الفارس الحديدي. في فبراير 1941، تم تعيينه ضابطًا قياديًا في قيادة طيران الأطلسي المنشأة حديثًا. مارس ضغوطًا شديدة من أجل توسيع قواته ولكن المسارح العسكرية الأخرى حصلت على الأولوية. في أكتوبر 1941 أصيب بجروح في العمل أثناء مهاجمة قافلة تركت القيادة بلا قيادة.

## روابط خارجية
- مارتن هارلينجهاوسن على موقع مونزينجر (الألمانية)

### اقتباسات
1. ↑  Corum 2002.